# Desisa marmorata
Desisa marmorata är en skalbaggsart som beskrevs av Stefan von Breuning 1938. Desisa marmorata ingår i släktet Desisa och familjen långhorningar. Inga underarter finns listade i Catalogue of Life.